# Consejo por el Mantenimiento de las Ocupaciones

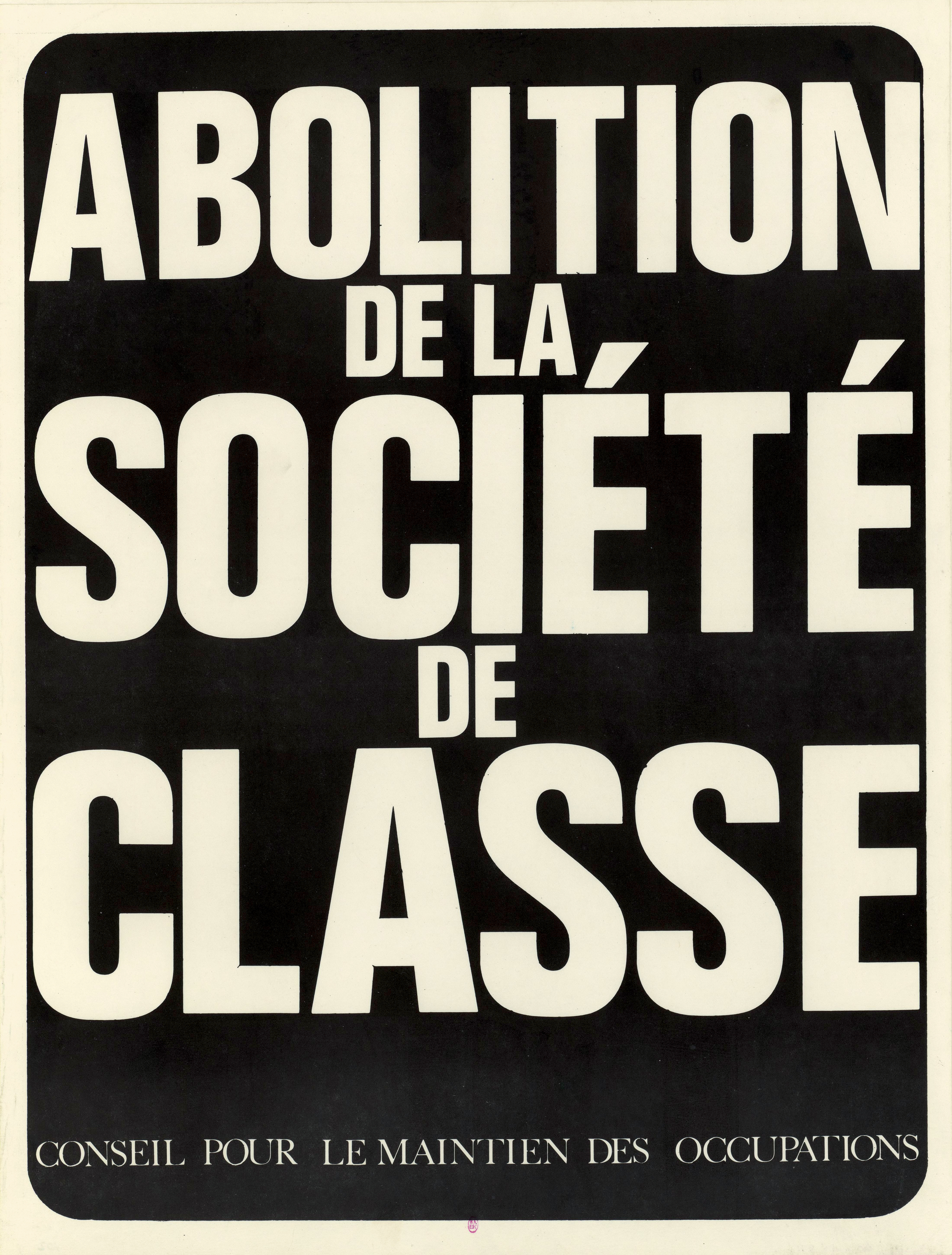
Cartel del CMDO en mayo de 1968, "Abolición de la sociedad de clases".

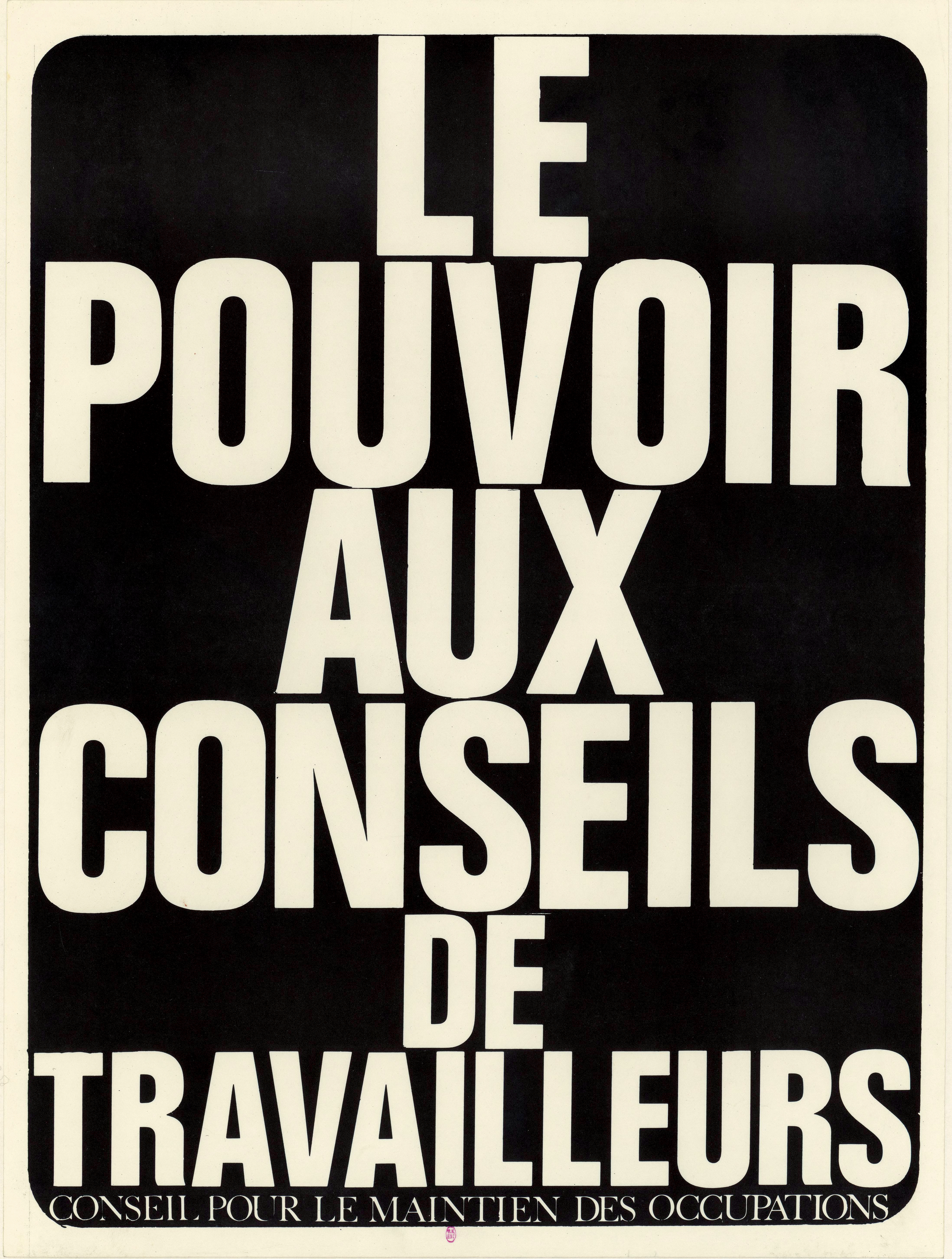
Cartel del CMDO en mayo de 1968, "El poder a los consejos obreros".

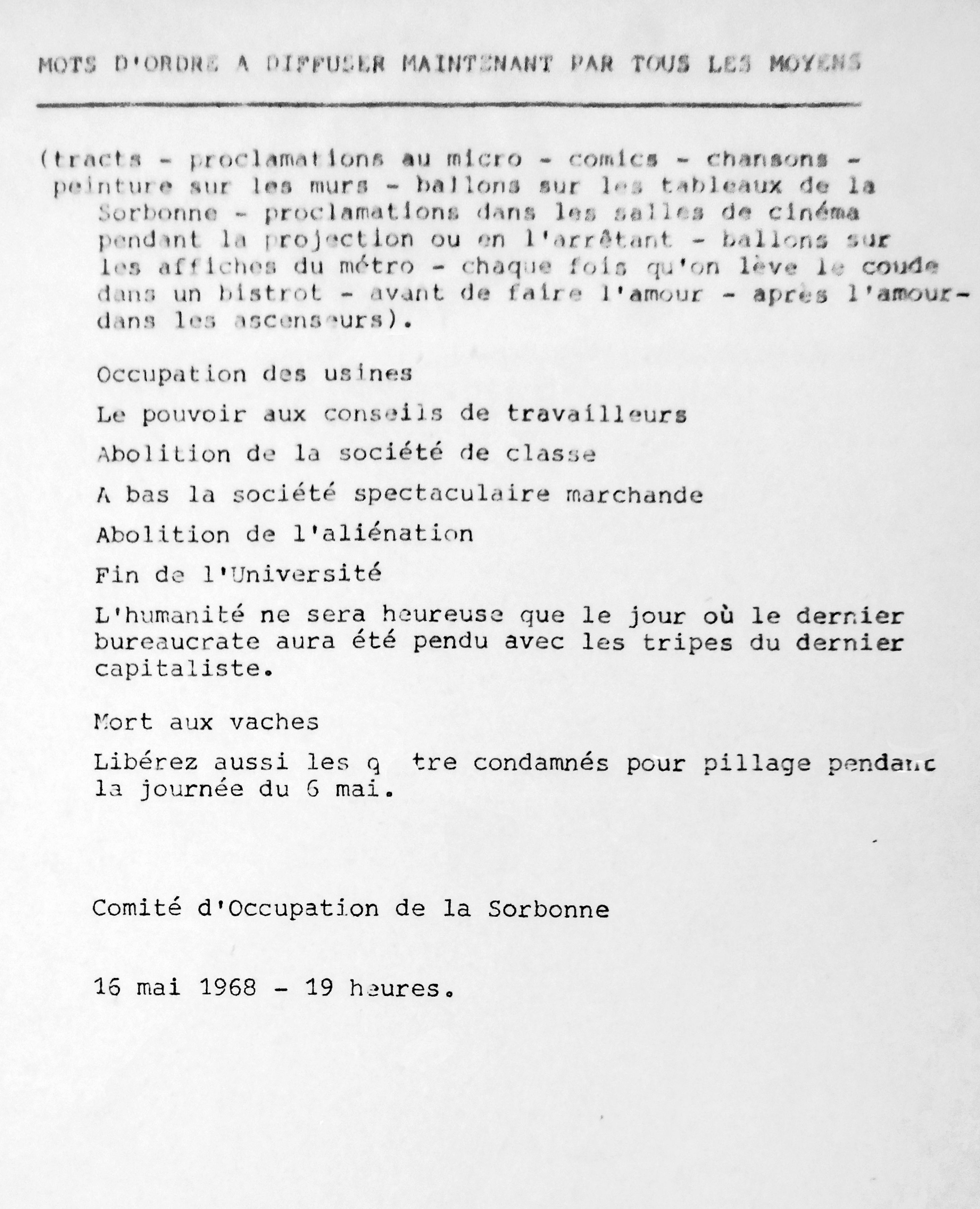
Folleto del CMDO de la Sorbonne del 16 de mayo de 1968.

El Consejo por el Mantenimiento de las Ocupaciones (CMDO) (en francés, Conseil pour le maintien des occupations) fue un organismo revolucionario creado durante el Mayo francés de 1968 en la universidad parisina de la Sorbona.
El CMDO apoyó la continuación de las huelgas generales espontáneas y las ocupaciones de fábricas en toda Francia, manteniéndolas a través de consejos obreros directamente democráticos. En el seno del movimiento revolucionario, el CMDO se opuso a la influencia de los grandes sindicatos y del Partido Comunista Francés, que pretendían contener la revuelta y llegar a un acuerdo con el general De Gaulle.
El CMDO instaura una política de representación igualitaria entre sus miembros. Es descrito por el situacionista René Viénet como «una asamblea general ininterrumpida, que delibera día y noche. Ninguna facción o reunion privada existía fuera del debate común». El CMDO es creado en la noche del 17 de mayo por participantes en la ocupación de la Sorbonne.
Es conocido por la "Chanson du CMDO" (Canción del CMDO), cuyas letras fueron escritas por Alice Becker-Ho.